# Estadio Adokiye Amiesimaka
El Estadio Adokiye Amiesimaka es un estadio multiuso ubicado en la ciudad de Port Harcourt, Nigeria y cuenta con capacidad para 38 000 espectadores.

## Historia
El estadio fue inaugurado el 19 de julio de 2015 en un partido entre Nigeria y Congo por la Clasificación para el Campeonato Africano Preolímpico de 2015, en donde la selección local ganó 2-1.
Más tarde, la Liga Premier de Nigeria anunció que el Dolphins jugaría sus partidos de local en el estadio para la temporada 2016.

## Partidos Históricos
| 19 de julio de 2015 | Nigeria       | 2–1     | Congo        | Estadio Adokiye Amiesimaka, Port Harcourt |                                     |
|                     | Ajayi 48' 54' | Reporte | Nkounkou 66' | Árbitro(s): Anthony Ogwayo ( Kenia)       | Árbitro(s): Anthony Ogwayo ( Kenia) |